# Asperula tenella
Asperula tenella är en måreväxtart som beskrevs av János Johann A. Heuffel och Árpád von Degen. Asperula tenella ingår i släktet färgmåror, och familjen måreväxter. Inga underarter finns listade i Catalogue of Life.